# Heimrich (740-795)
Heimrich (740-795), était un comte franc, issu de la famille des Robertiens.
Il est le fils de Cancor et l'ancêtre de la dynastie des Popponides.
Il fut tué en combattant au service de Charlemagne lors de la guerre des Saxons.
Il épousa Eggiwiz d'une famille inconnue, mariage dont sont issus :
- Heimrich (765-812), comte de Saalgau ;
- Bubon de Grabfeldgau (763-795).

Il est parfois considéré comme le premier membre de la maison de Babenberg.

## Sources
- Reuter, Timothy (trans.), The Annals of Fulda, Manchester Medieval series, Ninth-Century Histories, Volume II,  Manchester University Press, Manchester, 1992.

- Medieval Lands Project, Grafen im Wormsgau.